# Colorado Rockies (ishockeyklubb)
Colorado Rockies var ett amerikanskt professionellt ishockeylag som spelade i NHL mellan 1976 och 1982 och var baserat i Denver i delstaten Colorado. 

## Historia
Colorado Rockies hade sitt ursprung i Kansas City Scouts som flyttades till Denver 1976 från Kansas City. 1982 flyttade laget till East Rutherford, New Jersey, och blev New Jersey Devils.

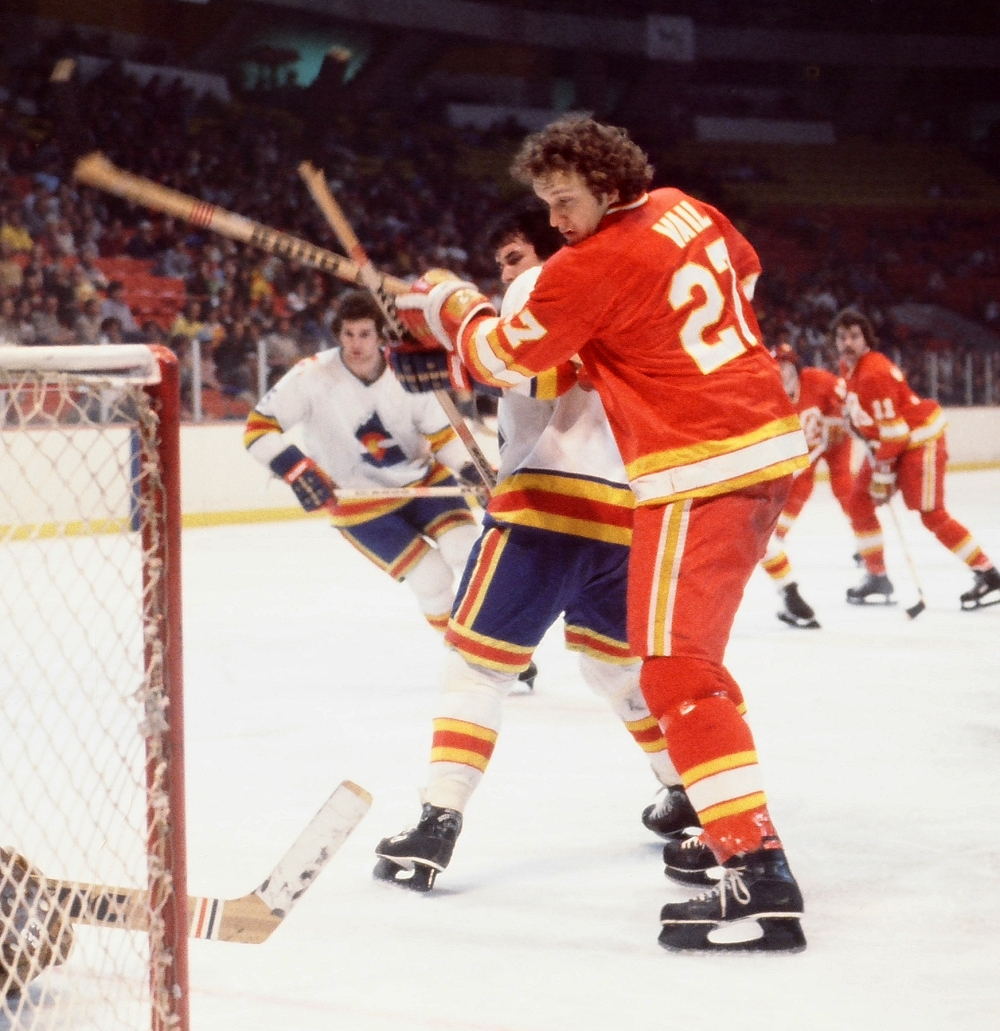
Colorado Rockies, i vita tröjor, mot Atlanta Flames.

### Kansas City Scouts blir Colorado Rockies
Efter två år med svagt presterande på isen, med skulder på 900 000 dollar och med hård konkurrens från de andra ligorna i Kansas City, beslöt ägarna och NHL att flytta Kansas City Scouts till Denver, Colorado, och bytte namn till Colorado Rockies som spelade sina hemmamatcher i McNichols Sports Arena.
Rockies bästa säsong rent poängmässigt var 1977–78 då laget samlade ihop 59 poäng efter 19 vinster, 21 oavgjorda och 40 förluster. Det ledde till att laget fick spela slutspel för första och sista gången. Men där blev det respass på direkten efter att Philadelphia Flyers vunnit med 2-0 i matcher.

### Rockies drar vidare till New Jersey
Även om publiken kom till lagets matcher hade organisationen problem med ekonomin och bytte ägare två gånger på fyra år. 1982 köpte John McMullen laget och meddelade att han hade stora planer för Rockies, men det involverade att man flyttade laget från Denver till East Rutherford, New Jersey, och så blev även fallet. Rockies blev New Jersey Devils. Tre Stanley Cup-vinster senare och det måste ses som en lyckad flytt av McMullen.

### Denver efter Rockies
Denver fick vänta i 13 år tills NHL återigen kom till staden med ett nytt lag, den här gången var det Quebec Nordiques från Kanada som flyttades och blev Colorado Avalanche. Avalanche lyckades under sin första säsong i Denver att vinna Stanley Cup med spelare som Peter Forsberg, Joe Sakic och Patrick Roy. En andra Stanley Cup bärgades av Colorado Avalanche 2001 och en tredje 2022.

### Svenskar i Colorado Rockies
| Spelare           | Position       | Matcher | Från | Till | Tröjnummer | Stanley Cup's | Övrigt |
| ----------------- | -------------- | ------- | ---- | ---- | ---------- | ------------- | ------ |
| Hardy Åström      | Målvakt        | 79      | 1979 | 1981 | 1          | 0             |        |
| Peter Gustavsson  | Vänsterforward | 2       | 1981 | 1982 | 21         | 0             |        |
| Christer Kellgren | Vänsterforward | 5       | 1981 | 1982 | 23         | 0             |        |